# Chaco Boreal
O Chaco Boreal é a parte mais setentrional do Gran Chaco.
Seus limites do norte é marcado aproximadamente paralelo 16°S (um critério usado frequentemente para dar os limites norte do Chaco Boreal é o divisor de águas: o lado correspondente à Bacia do Prata é considerada Chaco, do lado correspondente da bacia amazônica. Todavia, carece de precisão como limites ecológicos ao norte das extensões de biomas amazônicos . Seu limite ao sul é dado pelo rio Pilcomayo (ou Araguay), as suas fronteiras orientais estão localizados ao longo do Rio Paraguai e do Pantanal, enquanto seus limites ocidentais são dadas pelos Yungas chamada Cordilheira Oriental dos Andes. O limite sul do Chaco Boreal é o Pilcomayo que o "separa" do Chaco Central.

## Divisão

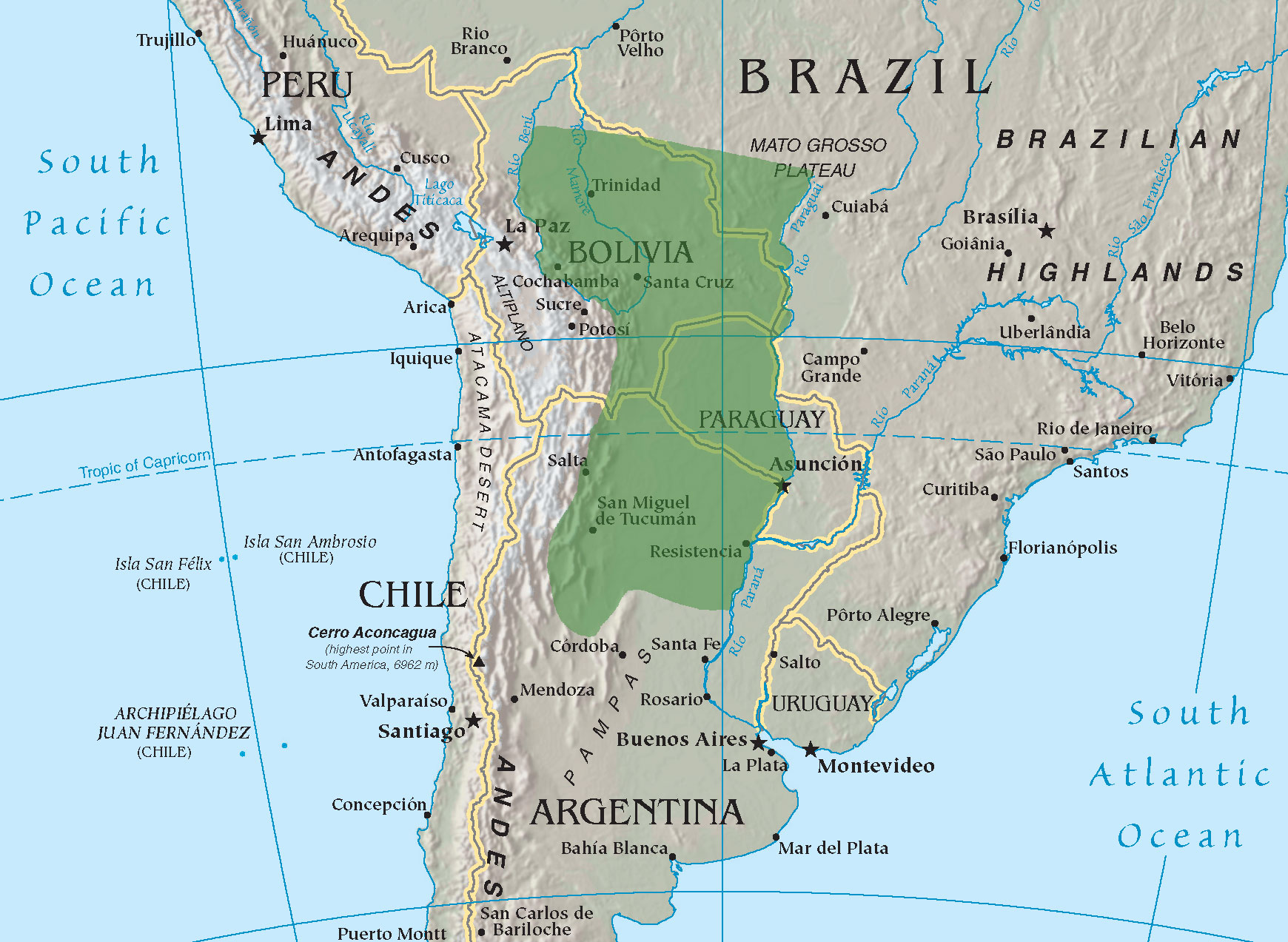
Área destacada em verde mostra região do Chaco, que abrange territórios no Paraguai, Bolívia e Argentina.

Os limites observados mostram que o Chaco Boreal está atualmente dividido entre os seguintes estados:
- Paraguai (Ocupando todo o Paraguai Ocidental);
- Bolívia, onde se divide em Chaco boliviano e Chiquitos, o Chaco boliviano cobre aproximadamente a metade leste do departamento de Tarija, um setor alocado ao departamento de Chuquisaca, e sul da província de Santa Cruz, e na área de transição para a Amazônia chamado Llanos de Chiquitos ou Chiquitania, que é considerado a parte nordeste do Chaco Boreal.
- O Brasil, nesse sentido, o último estado que ocupa no Chaco Boreal Chiquitania.

## História
A posse desse território gerou disputas entre Argentina e Paraguai nos anos 1870 e, posteriormente, entre Bolívia e Paraguai na década de 1930. 
Em 1873, Bartolomé Mitre, ex-presidente da Argentina e representante diplomático à época, vai a Assunção na tentativa de animar o Paraguai a assinar um tratado de limites em que o Chaco até o rio Pilcomayo ficasse sob domínio argentino. Pela proposta, a região setentrional seria submetida a arbitragem internacional. O tratado acaba não sendo firmado, porque Mitre não consegue a cooperação brasileira para isso.
Em 1876, os representantes argentino e paraguaio, finalmente, chegam a um consenso e assinam um tratado de limites. Segundo o acordo, o Chaco Central foi declarado argentino. O resto do Chaco, ou seja, o Chaco Boreal, foi dividido entre duas porções: a primeira, entre a Baía Negra e o rio Verde (rio Yaveviry), e a segunda, entre este rio e o braço principal do rio Pilcomayo.
A Argentina renuncia à primeira faixa de terra, e a segunda é entregue à arbitragem do presidente norte-americano Rutherford Haynes. Em 1878, ele declara paraguaia essa área litigiosa. 
Em relação à disputa travada entre Bolívia e Paraguai, a contenda se deu no que ficou conhecido como a Guerra do Chaco. O conflito armado se estendeu entre 1932 e 1935, quando foi assinado o Tratado de Paz, Amizade e Limite entre os dois países. Segundo este tratado, foi posta em arbitragem a parte ocidental do Chaco, excluindo qualquer área na Baía Negra. Apesar de terem aceitado a arbitragem, as autoridades paraguaias acabaram descontentes por não terem conquistado hegemonia sobre a totalidade do território chaquenho.